# Рагби 15 репрезентација Тринидада и Тобага
Рагби јунион репрезентација Тринидада и Тобага је рагби јунион тим који представља Тринидад и Тобаго у овом екипном спорту. Дрес ове репрезентације црвене боје, а капитен је Џонатан О'конор. У Трининаду и Тобагу рагби се почео играти још у првој половини 20. века. Најтежи пораз Трининаду и Тобагу нанела је рагби јунион репрезентација Бермуде 1997. 52-6. Највећу победу рагбисти Трининад и Тобага остварили су 2005. када су са 82-8 победили репрезентацију Свете Луције. 

## Тренутни састав
Џон Хил
Мигуел Лара
Џејсон Џосеф
Адам Фредерик
Џамал Кларк
Кејшон Вокер
Вејн Кели
Курт Кваши
Џонатан Оконор - Џон Хил
Мигуел Лара
Џејсон Џосеф
Адам Фредерик
Џамал Кларк
Кејшон Вокер
Вејн Кели
Курт Кваши
Џонатан Оконор
Дон Ројас
Џосеф Кваши
Џејсон Кларк
Келсон Фигаро
Џејмс Филип
Џастин Маклин
Еренст Рајт
Џеси Ричардс
Ровел Гордон
Дерил Скот
Агбола Силвертон
Тарик Чикс
Дон Ројас
Џосеф Кваши
Џејсон Кларк
Келсон Фигаро
Џејмс Филип
Џастин Маклин
Еренст Рајт
Џеси Ричардс
Ровел Гордон
Дерил Скот
Агбола Силвертон
Тарик Чикс